# لسانيات تقابلية

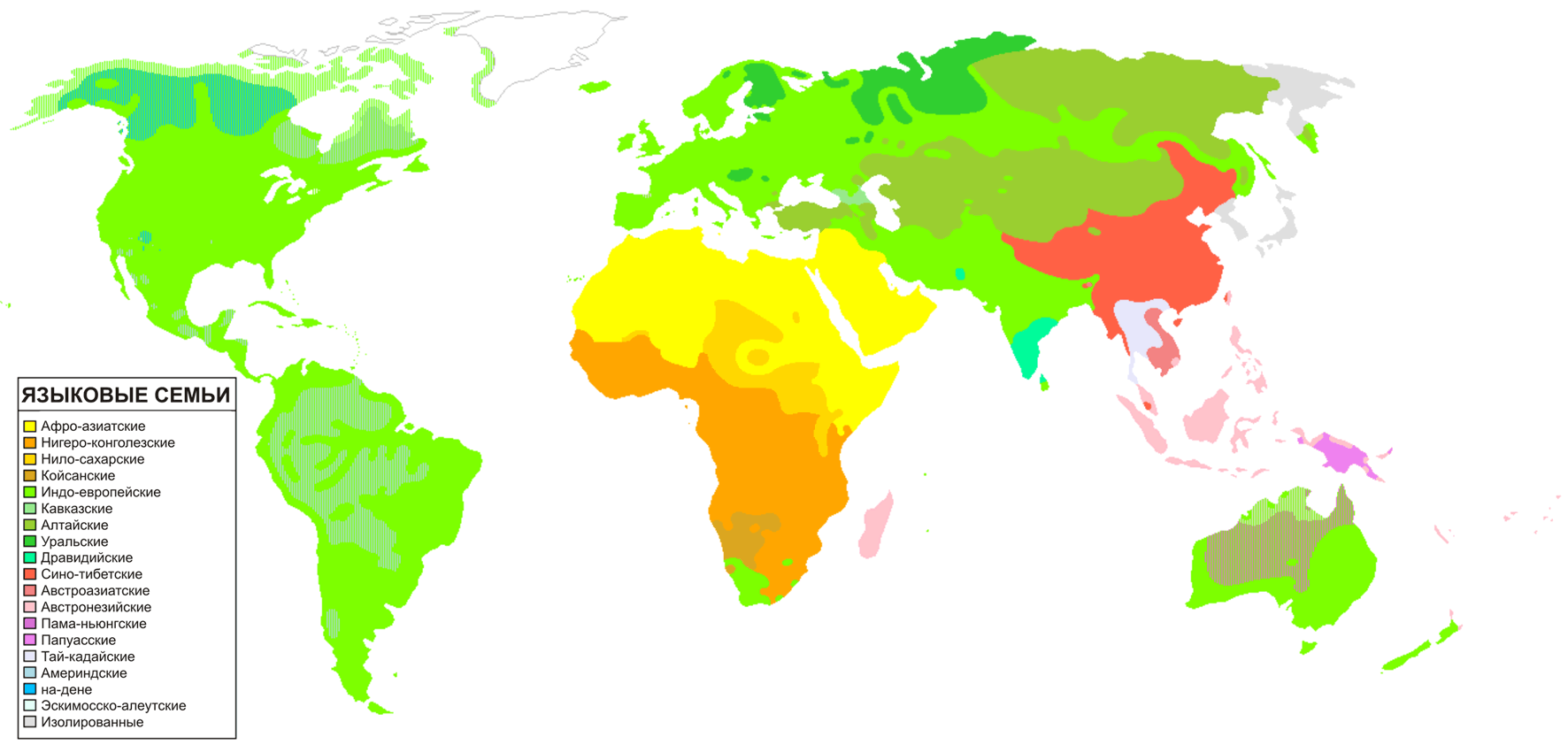

اللغويات التقابلية هي منهج لغوي تطبيقي يسعى لوصف الاختلافات والتشابهات بين لغتين؛ ولذلك تسمى أحيانًا اللغويات التفاضلية.

## تاريخها
وفي حين ان الدراسات اللغوية التقليدية قد طورت طرق المقارنة (علم اللغة المقارن)، خصوصا لإظهار العلاقات الأسرية بين اللغات المتشابهة، أو لتوضيح التطورات التاريخية لواحده أو أكثر من اللغات، فإن هدف اللغويات التقابلية الحديثة هو إظهار الاختلافات بين لغتين، من أجل المساعدة في حل بعض المشاكل العملية. (و في بعض الأحيان يستخدم المصطلحين: علم دراسة الظواهر اللغوية واللغويات التزامنية للإشارة إلى هذين التوجهين.)
و ارتبطت اللغويات التقابلية، منذ نشأتها على يد روبرت لادو في العام الميلادي 1950، باللغويات التطبيقية، على سبيل المثال: لتجنب الأخطاء المتداخلة عند تعلم اللغات الأجنبية التعلم، كما دعا لذلك Di Pietro (1971) (انظر أيضا التحليل التقابلي), للمساعدة  في عملية النقل البيني عند ترجمة النصوص من لغة إلى أخرى، كما وضحها Vinay و Darbelnet (1958) ومؤخرا من قبل حاتم (1997) (انظر ترجمة)، وأيضا لإيجاد مرادفات مفرداتي عند عملية تجميع القواميس ثنائية اللغة، كما وضح Heltai (1988) و Hartmann(1991) (انظر معاجم اللغة الثنائية اللغة).
الوصف التقابلي يمكن أن يحدث في كل مستوى من مستويات البناء اللغوي: أصوات الكلام (علم الأصوات), الرموز الخطية (الإملاء), بناء الكلمة (الصرف), معنى الكلمة (علم المعاني), الرصف (بلاغة) بنية الجملة (النحو) والخطاب الكامل (علم لسانيات النص). وقد ثبت أن العديد من التقنيات المستخدمة في اللغويات الأساسية أنها ذات صلة بالدراسات التقابلية الأحادية والثنائية اللغة، على سبيل المثال: تحليل «النص الموازي» (Hartmann 1997).
و يمكن أيضا ان تطبق الدراسات اللغوية التقابلية على تباين وصف واحد أو أكثر من الأصناف داخل اللغة، مثل الأساليب (الخطاب التقابلي), اللهجات، اأاصوات أو مصطلحات الأساليب التقنية.

## وصلات خارجية
Contrastive Linguistics : Theories and Methods
منهج التحليل التقابلي في علم اللسانيات- علي الدهش
دراسة تقابلية بين اللغة العربية واللغة الملايوية